# Groupe Condor
Le groupe Condor (en espagnol : Agrupamiento Codres) est une flotte d'hélicoptères gérée par le Secrétariat à la Sécurité publique et à la Protection citoyenne du Mexique.

## Historique
L'organisation fut fondée en 1971 avec deux hélicoptères du ministère de la Sécurité. En 1983, Miguel de la Madrid, alors président, a ouvert un nouvel héliport pour le ministère de la Sécurité publique à Mexico, qui abrite désormais le siège des opérations de l'unité.
En 1970 et 1980, trois hélicoptères ont été donnés à cette organisation et en 1980, elle a acquis quatre hélicoptères Eurocopter AS350 Écureuil.

## Statistiques
Bien que l'unité serve 23,564 missions par an, les statistiques de l'organisation indiquent que seulement 42,63% sont des missions de sécurité, 1,58% des missions de soutiens, les évacuations médicales aériennes représentant 4,15% et 51,61% des patrouilles routières.

## Personnel
Le groupe Condor est composé de 38 mécaniciens, de 4 médecins (3 médecins généralistes et d'un médecin spécialisé en traumatologie et orthopédie), 13 techniciens aéromédicaux et 17 pilotes.

## Flotte

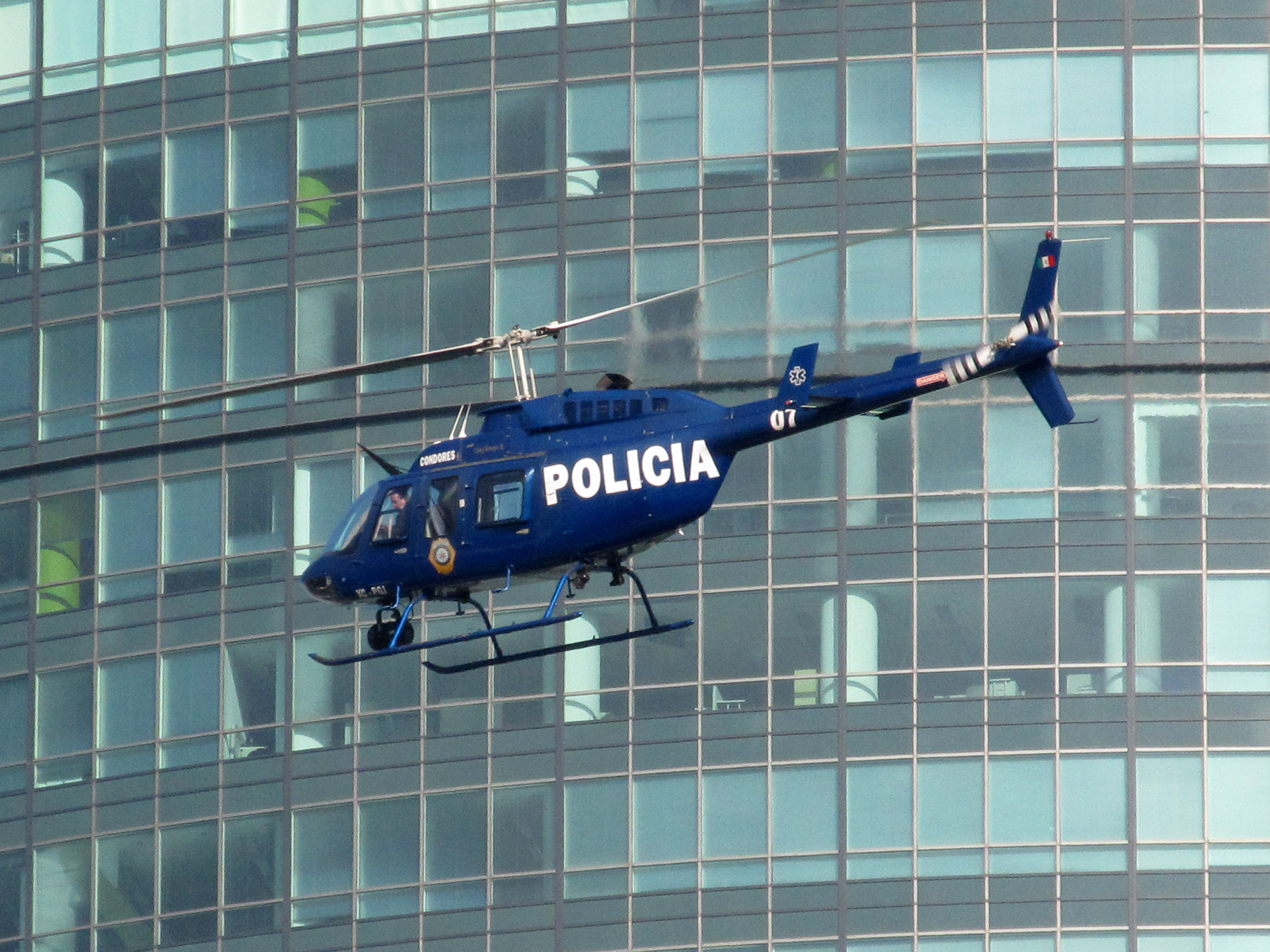
Bell 206 du groupe Condor

- 7 Eurocopter AS 355 Ecureuil 2 - 4 actifs et trois hors service, dont l'un a été donné aux unités ESIME Ticoman. Les deux autres aéronefs font partie de l’Institut de formation technique de la police à des fins d’instruction.
- 1 Bell 412 (XC-SPV)
- 2 Bell 206 (MDF XC, XC-PGJ)

En janvier 2015, la flotte a été renouvelée avec cinq hélicoptères Bell:
- 4 Bell 407GX (DSA-XC, XC-DMA-DMX XC, XC-HDF)
- 1 Bell 429 GlobalRanger (XC-DMM)